# Kevin Sussman
Kevin Sussman (Nueva York, 4 de diciembre de 1970) es un actor y comediante estadounidense de televisión y cine, más conocido interpretar el papel de Walter en la serie del ABC Ugly Betty y también por el personaje de Stuart Bloom, el dueño de una tienda de cómics con una personalidad solitaria, en la popular serie The Big Bang Theory.

## Biografía
Kevin Sussman es el menor de los cuatro hermanos, nacido de padres judíos los cuales trabajan como maestros de escuela. Nació en Staten Island, en la ciudad de Nueva York. Sussman se graduó en New Dorp High School, después pasó un año en el College of Staten Island donde aprendió a actuar; además también participó en un musical organizado por los estudiantes del club de teatro de la escuela secundaria, “Once Upon A Mattress”. Posteriormente, ingresó en American Academy of Dramatic Arts donde se graduó con la finalidad de dedicarse por completo a la carrera de actor. Más tarde fue admitido en los cursos de actuación de la profesora alemana Uta Hagen donde asistió durante cuatro años, y por quien a día de hoy siente una gran admiración. Además de ello, también ha aparecido en más de 30 comerciales de televisión nacionales, como en uno de T-Mobile para el teléfono Samsung Galaxy S 4G.

## Carrera
Para financiar sus estudios, Sussman trabajó durante un tiempo en una tienda de cómics. Luego consiguió trabajos temporales, como en TI, sin dejar de filmar en anuncios publicitarios de bajo presupuesto. En 1999, hizo un debut cinematográfico con un pequeño papel como Alan Joseph Zuckerman en la película de comedia y drama Liberty Heights del director Barry Levinson, seguido de su debut como actor en la serie de televisión Ghost Stories. De 2006 a 2007 también interpretó el papel como novio de Betty, Walter en la exitosa comedia de ABC, Ugly Betty. De 2009 hasta finales de la serie en mayo de 2019 interpretó el famoso papel del vendedor de cómics Stuart Bloom en The Big Bang Theory, en 2011 Stuart fue ascendido a personaje principal. Sussman inicialmente había hecho una audición para el papel de Kripke, pero finalmente fue para su amigo y socio escritor, John Ross Bowie.
Sussman también interpretó otros papeles cinematográficos en producciones cinematográficas como A.l. Artificial Intelligence, Hitch - The Date Doctor o Burn After Reading. Además también hizo numerosas apariciones en otras series populares de televisión, tales como Third Watch, Bet at the Limit, CSI: Vegas, Mi nombre es Earl, El Mentalista, Los Soprano, y Better Call Saul .

## Filmografía

### Cine y televisión
- Liberty Heights (1999) como Alan Joseph Zuckerman
- Almost Famous (2000) como Lenny
- Los Soprano (2000) temporada 2; episodios 1 como Chico que es agredido en corretaje
- A.I. (2001) como Supernerd
- Kissing Jessica Stein (2001) como Ned
- Wet Hot American Summer (2001) como Steve
- Sweet Home Alabama (2002) como Barry Lowenstein
- Changing Lanes (2002) como Tyler Cohen
- Little Black Book (2004) como Ira
- Hitch (2005) como Neil
- Ugly Betty (serie de televisión) (2006) como Walter
- For Your Consideration (2006) como Director del comercial
- Funny Money (2006) como Denis Slater
- Heavy Petting (2006) como Ras
- Me llamo Earl (2007-2008)
- Insanitarium (2008) como Dave
- CSI: Crime Scene Investigation (serie de televisión) - temporada 8; episodio 16: "Two and a Half Deaths", como Don
- Burn After Reading (2008) como Tuchman Marsh Man
- Made of Honor (2008)
- The Big Bang Theory (2009-2019) como Stuart Bloom (papel recurrente)
- Alpha and Omega (2010) como Shakey (voz)
- El Mentalista (2010) como Phil Redmond (Temporada 2, episodio 11: "De color de rosa")
- Killers (2010) como Mac Bailey
- Freeloaders (2011) como Benedict "Benny" Vicvikis
- Weeds (serie de televisión) (2012) - temporada 8; episodios 6 y 10, como Terry Brennan
- 2nd Serve (2012) como Scott Belcher/O.C.D.
- Wet Hot American Summer: First Day of Camp (serie de televisión) (2015) - 3 episodios, como Steve
- Better Call Saul (serie de televisión) (2022) - Temporada 6, episodio 11: "Breaking Bad"

## Premios
Premio del Gremio de Actores de Cine
- 2007 :  Nominado a la categoría de mejor actuación en una serie de televisión - Comedia por Ugly Betty